# Comando de Defesa Antiaérea do Exército
O Comando de Defesa Antiaérea do Exército (Cmdo DAAe Ex) é o maior escalão da artilharia antiaérea do Exército Brasileiro (EB), responsável pelo componente de defesa do espaço aéreo da Força Terrestre. Sediado no Forte dos Andradas, em Guarujá, São Paulo, o Cmdo é subordinado ao Comando de Operações Aeroespaciais (COMAE), ao Comando de Operações Terrestres (COTer) e ao Comando Militar do Sudeste (CMSE), tendo sob seu comando direto seis Grupos de Artilharia Antiaérea (GAAAe) localizados em pontos estratégicos do território nacional, um Batalhão de Manutenção e Suprimento e uma Bateria de Comando.
Recebeu a atual denominação de Comando de Defesa Antiaérea do Exército em julho de 2022, quando houve a transformação 1ª Brigada de Artilharia Antiaérea por meio de decreto presidencial.

## Missão
De acordo com as diretrizes estabelecidas, a missão do Cmdo DAAe Ex é "planejar, coordenar, controlar e realizar a defesa antiaérea, tanto de pontos e áreas sensíveis como de tropas, em operações no amplo espectro dos conflitos, em situação de guerra e de não guerra, integrando a Defesa Aeroespacial no Território Nacional e no Teatro de Operações ou Área de Operações".
Para alcançar estes objetivos, o Comando de Defesa Antiaérea do Exército trabalha não só com as suas Organizações Militares Diretamente Subordinadas (OMDS) mas com as diversas unidades de Artilharia Antiaérea do Exército que não estão sob seu comando, como Baterias de Artilharia Antiaérea nas Brigadas Paraquedista, Aeromóvel e Blindadas.
Estas diversas unidades participam em conjunto, por exemplo, de Seminários Doutrinários de Artilharia Antiaérea e de exercícios de preparação, como a Operação Sagitta Primus, realizada anualmente pelo Cmdo DAAe Ex para testar a prontidão e as capacidades das unidades envolvidas.

## Organização

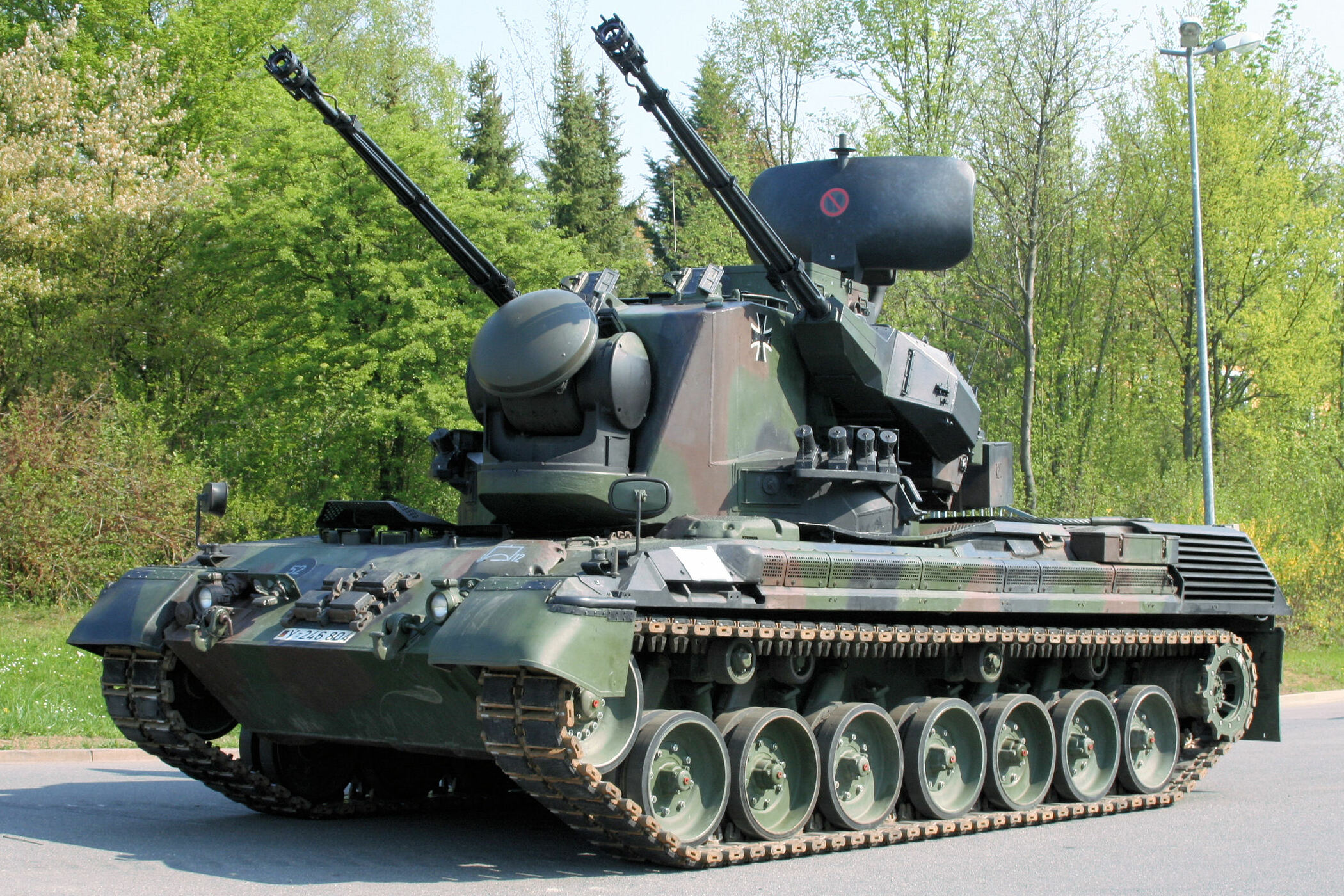
Blindado Antiaéreo Gepard, em uso pelo Exército Brasileiro.

O Comando de Defesa Antiaérea tem sob seu comando direto Grupos de Artilharia Antiaérea espalhados pelo Brasil: o 1º GAAAe fica no Rio de Janeiro (RJ), o 2º GAAAe em Praia Grande (SP), o 3º em Caxias do Sul (RS), o 4º em Sete Lagoas (MG), o 11º em Brasília (DF) e o 12º em Manaus (AM), além do Batalhão de Manutenção e Suprimento de Artilharia Antiaérea (B Sup Mnt AAAe), localizado em Osasco (SP) e da Bateria de Comando, em Guarujá (SP).

## Meios de Defesa Antiaérea

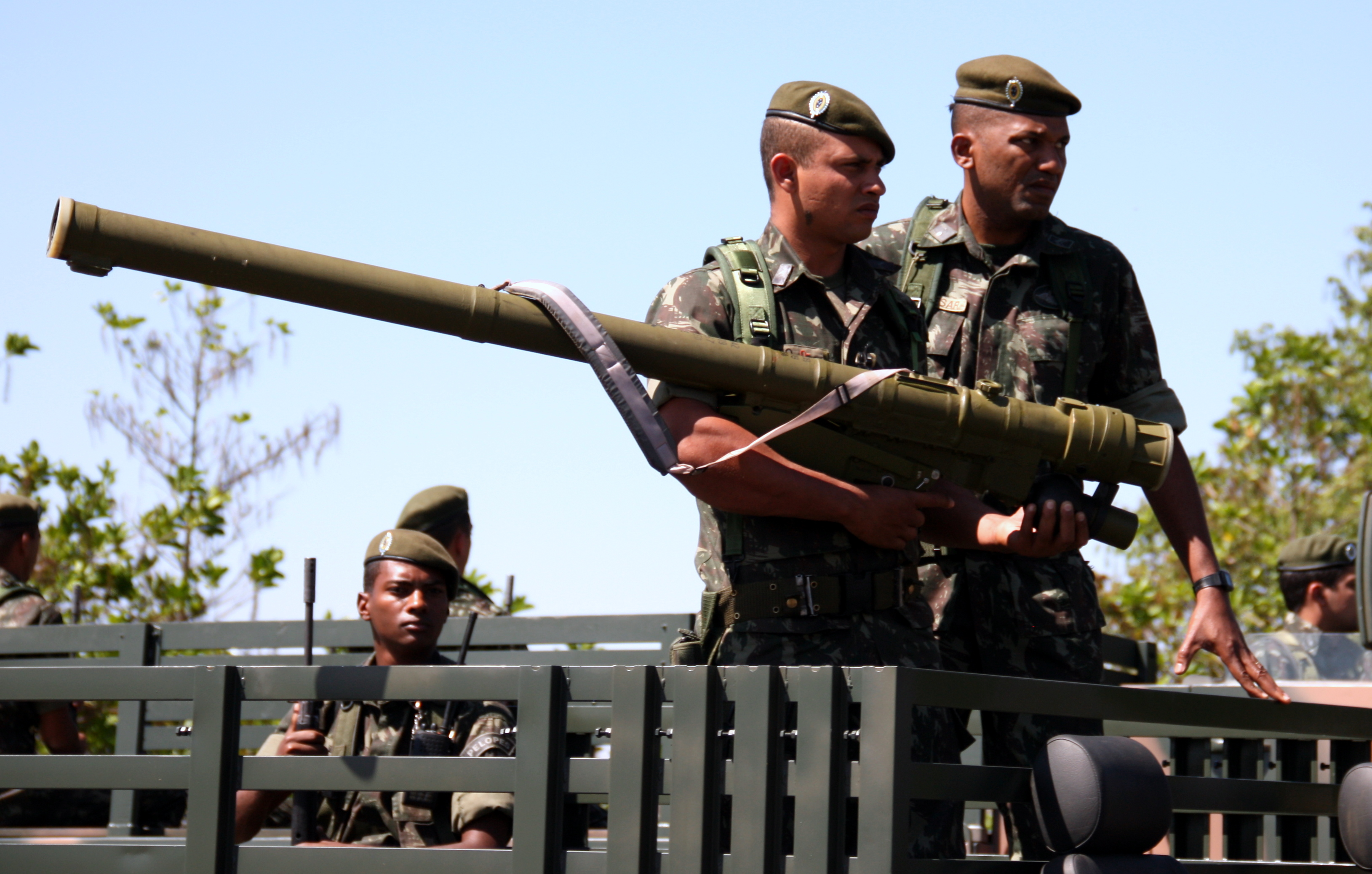
Militar do Exército Brasileiro com um 9K38 Igla.

A Artilharia Antiaérea do Exército Brasileiro conta com 34 viaturas blindadas Gepard, distribuídas às brigadas blindadas. As demais baterias e grupos usam mísseis terra-ar portáteis (MANPADS) 9K338 Igla-S, RBS 70 e RBS NG, de baixa altura. Para detecção de alvos, a Defesa Antiárea conta com o radar Embraer SABER M60.
O Exército está realizando estudos para aquisição de sistemas de média altura, não dispondo deles atualmente.

## Forte dos Andradas

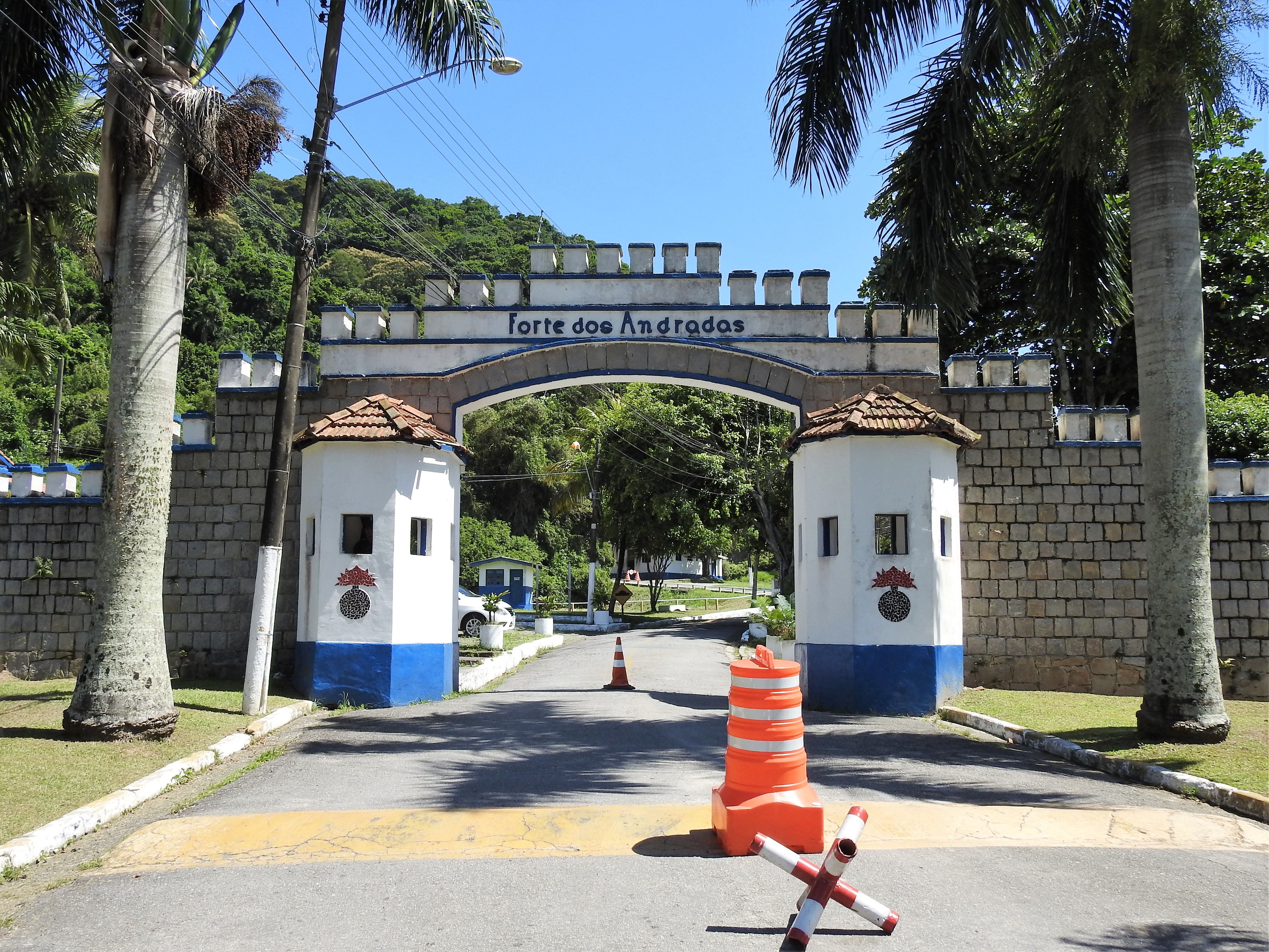
Fachada do Forte dos Andradas, sede do Cmdo DAAe Ex.

O Comando de Defesa Antiaérea do Exército é sediado no Forte dos Andradas, em Guarujá (SP), no bairro Jardim Guaiuba. Último forte construído em território brasileiro, ele foi inaugurado em 10 de novembro de 1942, sediando, naquele momento, a Quinta Bateria Independente de Artilharia de Costa (5ª BIAC). O forte está posicionado em ponto estratégico econômico e militar por estar localizado próximo à entrada do Porto de Santos, o maior da América Latina.
Escavado na rocha, no Morro do Monduba, a arquitetura militar do forte original é composta por túneis com instalações como cozinha, refeitório, sala de comando e depósitos de munição. A área ao redor do Forte é de preservação permanente, com cerca de 2,1 milhões de m² de Mata Atlântica e sua cobertura vegetal forma uma “cortina invisível”. A fortificação original e os canhões foram desativados em 1972, com as atuais dependências sendo localizadas na área plana em frente à Praia do Monduba.
Durante a ditadura civil-militar, foi cárcere de presos políticos. Entre os detentos mais emblemáticos, destaca-se Eduardo Collen Leite (codinome Bacuri), assassinado nas dependências do Forte.
Conta hoje com um Hotel de Trânsito que já foi utilizado em diferentes momentos pelos presidentes Lula e Bolsonaro, localizado na Praia do Monduba. Há outras praias dentro do Forte, no entanto, toda a área do Forte dos Andradas é área militar, de acesso restrito. A entrada não-autorizada é proibida, sujeitando possíveis infratores à risco de morte, sanções criminais e administrativas, inclusive de apreensão de embarcações e veículos. O acesso é proibido inclusive para as praias do Bueno, Moisés, de Fora, Uça e Ponta do Monduba/Batalhão/Forte.